# Stridssele

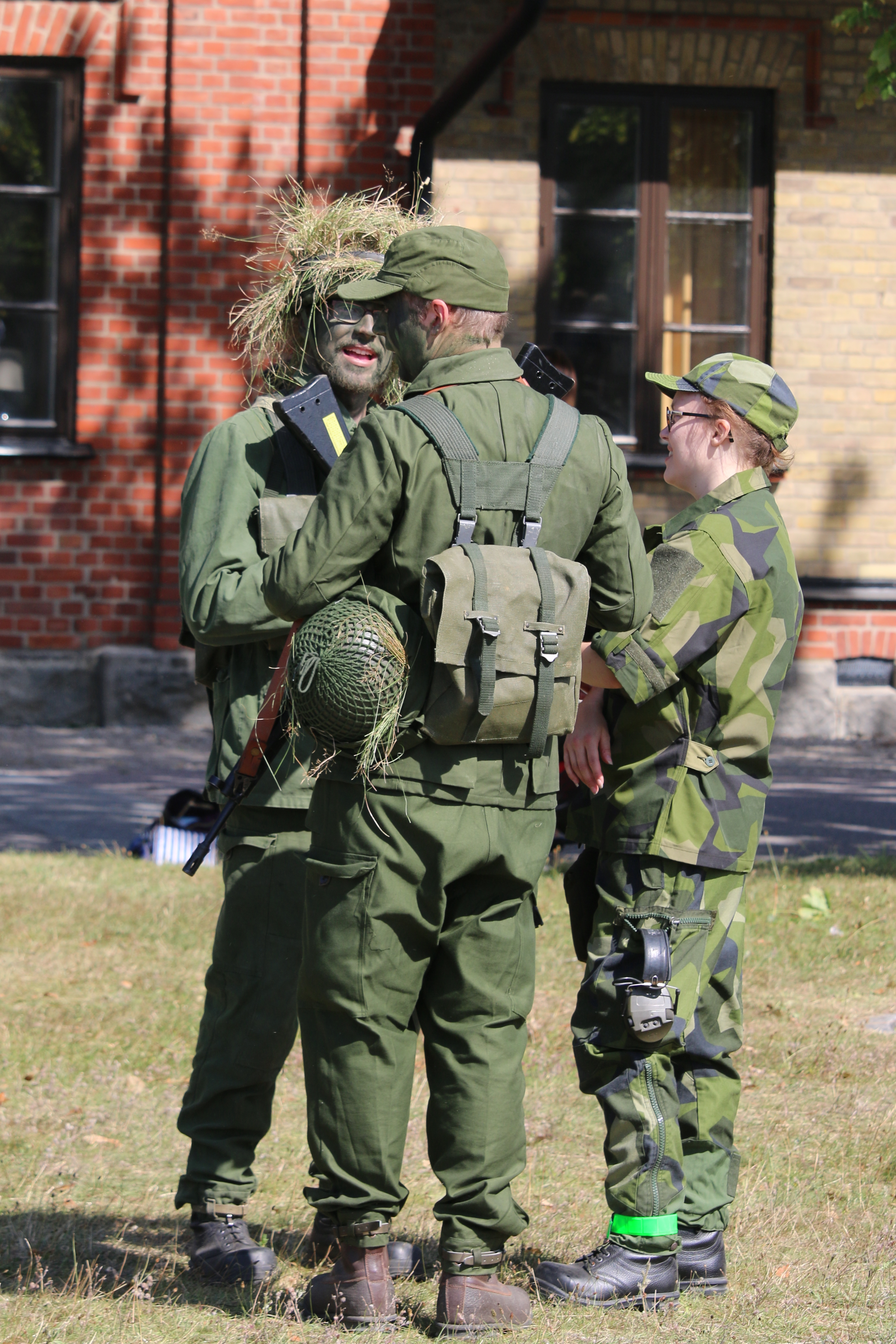
Soldat med ryggväska på stridsele.

Stridssele är en militär utrustning som skall bäras av soldaten för att ge hjälp att bära med sig all den utrustning som kan behövas.
Selen består vanligtvis av ett midjebälte, ett ok, en ryggväska, två framväskor och två packningsremmar.
Stridsselen introducerades i svenska armén under 1950-talet, och ersattes under 1980-talet av stridsbälte 304K.